# Schloss Ernstbrunn
Schloss Ernstbrunn är ett slott i Österrike.   Det ligger i distriktet Korneuburg och förbundslandet Niederösterreich, i den nordöstra delen av landet, 40 km norr om huvudstaden Wien. Schloss Ernstbrunn ligger 365 meter över havet.
Terrängen runt Schloss Ernstbrunn är huvudsakligen platt, men åt nordost är den kuperad. Schloss Ernstbrunn ligger uppe på en höjd. Närmaste större samhälle är Stockerau, 20,0 km sydväst om Schloss Ernstbrunn. 
Trakten runt Schloss Ernstbrunn består till största delen av jordbruksmark. Runt Schloss Ernstbrunn är det ganska tätbefolkat, med 111 invånare per kvadratkilometer.